# Odor corporal
Odor corporal refere-se aos odores exalados pelo corpo de animais e seres humanos. Sua intensidade pode ser influenciada por diversos fatores comportamentais, (técnicas de sobrevivência, enfermidades etc.) O odor corporal tem forte componente genético seja nos animais não-humanos como em humanos.
Nas pessoas, os odores são produzidos naturalmente pelas glândulas da pele e pela atividade bacteriana.

## Bromidroses
A acção das bactérias é uma das causas dos odores provenientes do suor. Este fenômeno denomina-se bromidrose, que se refere à secreção de suor que se torna malcheirosa graças à decomposição de bactérias que propicia, como é o caso do "chulé" (odor desagradável exalado pelos pés), por exemplo. Contudo, doenças e alimentação também podem alterar os odores corporais.
As glândulas apócrinas situadas no tecido adiposo axilar secretam ácidos graxos que possuem cheiros característicos. Para curar a bromidrose apócrina deve-se procurar um cirurgião plástico e fazer a retirado do tecido adiposo. Para quem não tem condições de fazer a cirurgia, uma boa opção é utilizar cloreto de alumínio a 10%, e só se banhar com sabonetes sem perfumes. As camisas também devem ser lavadas com detergentes em pó sem hidróxido de sódio e sem perfume na fórmula.

## Nomes populares (Brasil)
- Catinga[3]
- Cecê ou CC ("cheiro de corpo")[4]
- Sovaqueira[5]
- Bodum[6]
- Inhaca[carece de fontes?]

## Formas de controle
- Evitar o uso de desodorantes e sabonetes muito perfumados.
- Manter a temperatura ambiente em, no máximo, 27°C, mesmo que não esteja sentindo calor.
- Beber bastante água.
- Evitar repetir camisas não-lavadas.
- Dar preferência às camisas com tecido de algodão, pois elas normalmente são mais frescas.
- Depilar as axilas regularmente.